# THE HITS 〜No.1 SONG COVERS〜
『The Hits ～No.1 Song Covers～』（ザヒッツ・ナンバーワン・ソング・カバーズ）は、Ms.OOJAの4枚目のカバーアルバム。2015年8月19日、Universal Sigmaから発売された。

## 解説
Ms.OOJAによるカバーアルバム第4集。1990年代にドラマ主題歌やCMソングとして大ヒットし、オリコンウィークリーチャートで1位を獲得した楽曲のカバーが12曲収録された。
「空と君のあいだに」はミュージックビデオが制作された。
アルバムリリースを記念し、井森美幸をパーソナリティとした特別ラジオ番組が4本制作され、FM NORTH WAVE、ZIP-FMにて放送された。各回ゲストにふかわりょう、大久保佳代子、ビビる大木、照英が迎えられ、それぞれの1990年代の思い出話に織り交ぜて本アルバムの楽曲が紹介された(Ms.OOJA本人出演無)。その放送内容はYouTubeにアーカイブされている。

## 収録曲
| #         | タイトル                                   | 作詞       | 作曲              | 時間  |
| --------- | ------------------------------------------ | ---------- | ----------------- | ----- |
| 1.        | 「空と君のあいだに」(中島みゆきの楽曲)     | 中島みゆき | 中島みゆき        | 4:20  |
| 2.        | 「Winter,again」(GLAYの楽曲)               | TAKURO     | TAKURO            | 5:09  |
| 3.        | 「慟哭」(工藤静香の楽曲)                   | 中島みゆき | 後藤次利          | 4:22  |
| 4.        | 「真夏の夜の夢」(松任谷由実の楽曲)         | 松任谷由実 | 松任谷由実        | 4:57  |
| 5.        | 「瞳はダイアモンド」(松田聖子の楽曲)       | 松本隆     | 呉田軽穂          | 4:00  |
| 6.        | 「朝がまた来る」(DREAMS COME TRUEの楽曲)   | 吉田美和   | 中村正人/吉田美和 | 4:06  |
| 7.        | 「悲しみにさよなら」(安全地帯の楽曲)       | 松井五郎   | 玉置浩二          | 4:45  |
| 8.        | 「Piece of My Wish」(今井美樹の楽曲)       | 岩里祐穂   | 上田知華          | 4:52  |
| 9.        | 「Tomorrow」(岡本真夜の楽曲)               | 岡本真夜   | 岡本真夜          | 4:45  |
| 10.       | 「My Graduation」(SPEEDの楽曲)             | 伊秩弘将   | 伊秩弘将          | 5:28  |
| 11.       | 「いつまでも変わらぬ愛を」(織田哲郎の楽曲) | 織田哲郎   | 織田哲郎          | 4:30  |
| 12.       | 「空も飛べるはず」(スピッツの楽曲)         | 草野正宗   | 草野正宗          | 4:30  |
| 合計時間: | 合計時間:                                  | 合計時間:  | 合計時間:         | 55:49 |

## ミュージックビデオ
| 曲名             | ミュージックビデオ                     |
| ---------------- | -------------------------------------- |
| 空と君のあいだに | Ms.OOJA 「空と君のあいだに」 - YouTube |

## チャート
| チャート(2015)                           | 最高位 |
| ---------------------------------------- | ------ |
| Oricon 週間CDアルバムランキング          | 19     |
| Billboard Japan 週間CDアルバムランキング | 16     |